# 岡崎市北部地域交流センター・なごみん
岡崎市北部地域交流センター・なごみん（おかざきしほくぶちいきこうりゅうセンター なごみん）は、岡崎市西蔵前町にある公共施設。

## 概要

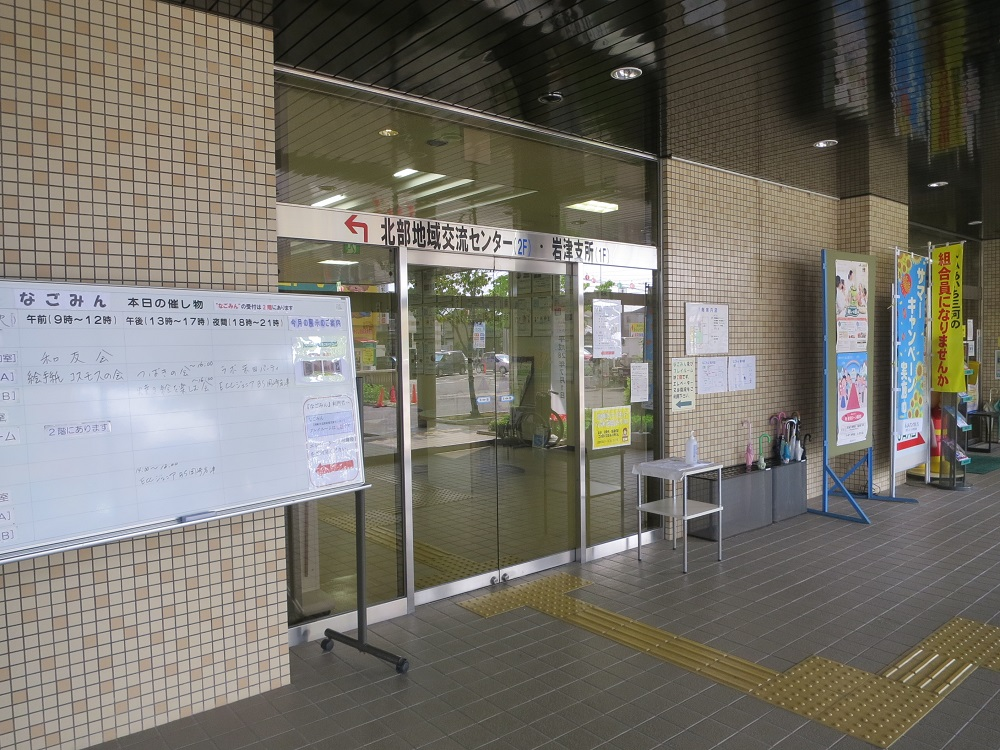
建物の入口

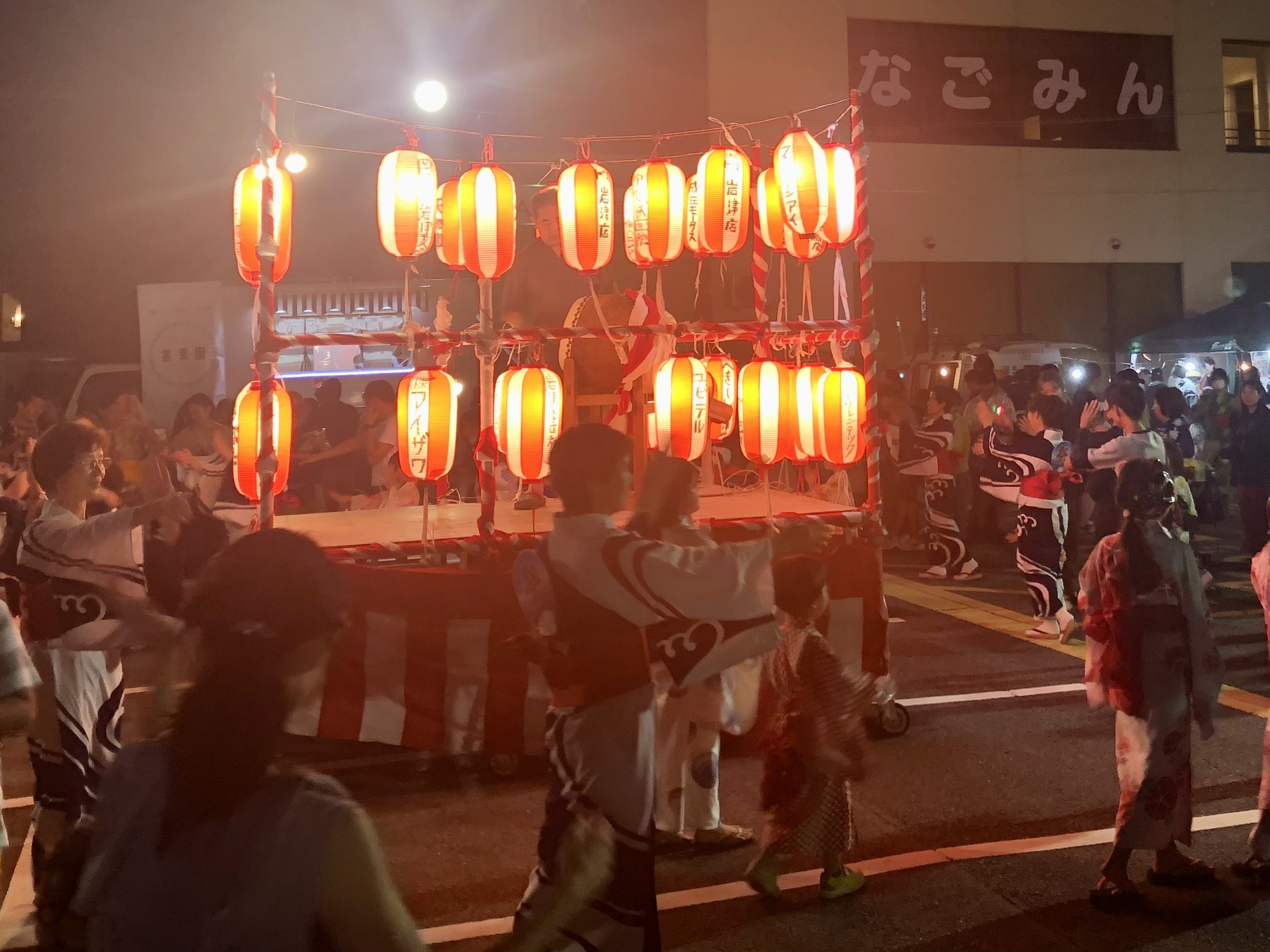
駐車場で開催される盆踊り大会

2005年（平成17年）4月2日、オープン。JAあいち三河岩津支店を改築して建てられた。改修費は約2億円。愛称の提案者は岡崎市立葵中学校2年生の生徒。オープンに伴い、岡崎市役所岩津支所が本センター1階に移転した。JA岩津支店は同じく1階で現在も営業している。
オープン当初は「岡崎市民活動支援協議会」が市から委託を受けて管理運営を行っていた、同団体がNPO法人化した2006年（平成18年）9月4日以後は「特定非営利活動法人岡崎まち育てセンター・りた」が管理運営を行っている（後述）。

## 施設の案内

### 活動室・ホール等
利用時間は9:00～21:00。休館日は月曜日（祝日の場合は翌日）、12月29日から1月3日まで。
| 区分           | 定員  | 備考                               |
| -------------- | ----- | ---------------------------------- |
| ホール A       | 100人 | 有料。岡崎市の市民活動団体は半額。 |
| ホール B       | 100人 | 同上                               |
| 第1活動室 和室 | 24人  | 同上                               |
| 第2活動室 A    | 12人  | 同上                               |
| 第2活動室 B    | 18人  | 同上                               |
| 第3活動室      | 40人  | 同上                               |
| 第4活動室      | 12人  | 同上                               |
| プレイルーム   |       | 無料                               |

### 岩津支所
開庁時間は月曜日～金曜日の午前8時30分～午後5時15分。

## 交通アクセス
- 名鉄名古屋本線「東岡崎駅」より路線バスで25分。「東蔵前」または「岩津」バス停を下車、徒歩で約3分。

## 特定非営利活動法人岡崎まち育てセンター・りた
「なごみん」ほか市内5つの地域交流センターの管理運営を行っている「特定非営利活動法人岡崎まち育てセンター・りた」は、2006年（平成18年）9月4日に設立された。現在の住所は岡崎市梅園町字3丁目6-6。沿革は以下のとおりである。
| 1964年（昭和39年） | 「岡崎市都市美化協会」が設立される。                                                                                           |
| 1974年（昭和49年） | 総代会連絡協議会、学区社会教育委員長連絡協議会などの公共的団体を構成団体として「岡崎市民運動推進連絡協議会」が設立される。     |
| 1996年（平成8年）  | 10月11日、「岡崎市都市美化協会」と「岡崎市民運動推進連絡協議会」を統合し、「岡崎まちづくり市民公社」が会員80団体で設立される。 |
| 2004年（平成16年） | 6月、まちづくり市民公社は「岡崎市民活動支援協議会」に改組。                                                                    |
| 2006年（平成18年） | 9月4日、NPO法人の認証を取得し、「特定非営利活動法人岡崎まち育てセンター・りた」に改組。事務局は「なごみん」の中に置かれた。    |
| 2008年（平成20年） | 11月1日、事務局を康生通西4丁目の岡崎市図書館交流プラザ内に移転                                                                 |
| 2012年（平成24年） | 事務局を六供町字杉本78-1に移転。                                                                                               |
| 2018年（平成30年） | 事務局を梅園町3丁目6-6に移転。                                                                                                 |